# Bjugns kommun
Bjugns kommun (norska: Bjugn kommune) var en kommun i Trøndelag fylke i Norge. Den administrativa huvudorten var Botngård.
Bjugns kommun upphörde 31 december 2019 när den gick ihop med Ørlands kommun.